# Беженцы в Камеруне
По состоянию на 31 августа 2020 года в Камеруне находилось около 421 700 беженцев. Из них 280 500 были из Центральноафриканской Республики, вызванные войной и отсутствием безопасности. В регионе Крайнего Севера Камерун принимает 114 300 нигерийских беженцев, причём население делится с беженцами своими и без того скудными ресурсами.
Для сравнения, в 2017 году Камерун принял в общей сложности около 97 400 беженцев и просителей убежища. Из них 49 300 человек были из Центральноафриканской Республики, 41 600 — из Чада и 2900 — из Нигерии. Похищения граждан Камеруна бандитами из Центральной Африки участились с 2005 года. Увеличение объясняется ухудшением ситуации в обеих соседних странах, что приводит к дальнейшему перемещению беженцев.
В период с 2004 по 2013 год 92 000 беженцев из Центральноафриканской Республики бежали в Камерун, «спасаясь от повстанческих групп и бандитов на севере своей страны».
В 2014 году в Камеруне было примерно 44 000 беженцев из Нигерии. Внутренние камерунские беженцы также начали покидать районы, граничащие с Нигерией, чтобы избежать насилия со стороны Боко Харам, особенно после столкновений в Камеруне в декабре 2014 года.